# 2002年カタール・エクソンモービル・オープン
2002年カタール・エクソンモービル・オープン (2002 Qatar ExxonMobil Open)は、2001年12月30日から2002年1月6日にかけてカタール・ドーハのハリファ国際テニス競技場 にて開催されたATPツアーインターナショナル・シリーズ大会である。

## 優勝

### 男子シングルス
ユーネス・エル・アイナウイ defeated  フェリックス・マンティーリャ 4-6, 6-2, 6-2
- エル・アイナウイがシーズン1度目、ツアー通算3度目のシングルスタイトルを獲得した。

### 男子ダブルス
ドナルド・ジョンソン /  ジャレッド・パーマー defeated  イリ・ノバク /  ダビッド・リクル 6-3, 7-6(5)
- ジョンソンがシーズン1度目、ツアー通算22度目のダブルスタイトルを、 ネスターがシーズン1度目、ツアー通算24度目のダブルスタイトルを獲得した。